# Katy De Bock
Katy De Bock (Gent, 27 augustus 1957) is een Belgisch kunstenaar.
Ze was ook lerares in de Beeldende Vorming aan het instituut Heilige Familie in Brugge.

## Biografie
Katy De Bock studeerde plastische kunsten aan het instituut Heilige Familie in Brugge. In 1980 behaalde ze het diploma Monumentale Kunsten - Specialisatie Tapijt aan de Koninklijke Academie voor Schone Kunsten van Antwerpen. In 1998 werd ze "Meester in de Beeldende Kunsten" optie vrije kunsten - Vrije Monumentale.
Daarnaast volgde ze verschillende symposia, workshops en masterclasses in België en Nederland.

### Tentoonstellingen
Katy De Bock exposeerde op verschillende tentoonstellingen in België, Nederland en Duitsland. Enkele voorbeelden zijn : 
- Aalter : Biënnale van de Hedendaagse Kunst in Vlaanderen (1999, 2001, 2007)
- Duitsland : Liturgiegewänder, rondreizende tentoonstelling in Krefeld, Freising, Limburg, Lübeck, Telgte, Bad Schussenried en Trier (2004-2005)
- Comblain-au-Pont : Entrelacs (2006)
- Brussel : Onbegrensde draden/Infiniment Fils (2007)
- Hamme : ID+Art (2007)

### Bekroningen
- Eerste prijs "wandtapijten" voor het tapijt "Leven en dood" bij de Nationale commissie - Kunstambachten, Brussel, 1980
- Tweede prijs "Bell telefoon" van de Club der Twaalf, Antwerpen, 1980
- Gouden Medaille van Kunstkring Iris, Brugge, 1981
- Prijs van de pers voor "Wolkenreeks", Nivove, 2004
- Wedstrijd kunstintegratie Rusthuis H.Catharina, Zonhoven, 2004
- Derde prijs ontwerp Cultuurprijs, Zedelgem 2005
- Kunstintegratie in het nieuw gemeentehuis, Zedelgem, 2006
- 2e laureaat Arts+Sports Trophy, Vlaamse kunstbeurs Lineart, Gent, 2007

Hiernaast heeft ze ook vele eervolle vermeldingen behaald.

## Oeuvre
Als tapijtweefster bevindt zij zich op eenzame hoogten in de Belgische kunstwereld, in het bijzonder bij de liefhebbers van monumentale kunst. Haar gebruik van licht en kleur, ook in haar collages en aquarellen, haar aandacht voor het detail en haar omgang met de materialen frappeert de toeschouwer en ontlokt gunstige kunstkritieken.
- papiercreaties
- gobelins
- handgeweven sisaltapijten
- zijdereliëfs
- driedimensionele objecten
- tex-tiles : textiele tegels
- kunstintegraties in de architectuur

### Werk in bezit van
- Torhout : 'Die letze Rose' (1998)
- Handzame : sisaltapijt "Hiërogliefen" (1999) en sisaltapijt "Heaven and Earth - De Maan" (2002) in de kerk
- Zonhoven : kunstintegratie van sisaltapijten en textiele tegels in shiboritechniek (2004-2005) in het rusthuis H.Catharina
- Torhout : sisaltapijt "Heaven and Earth - De Zon" (2006) in de Don Bosco-kerk
- Zedelgem : "Signs of Heaven" kunstintegratie van textiele tegels in shiboritechniek (2007) in het nieuwe gemeentehuis

## Publicaties
- (nl)  Tijdschrift Vlaanderen, tekst van Rik Dejonghe, 1980
- (nl)  16 kunstenaars in de galerij, tekst van Paolo Crucitti, 1982
- (nl)  Kunst en Cultuur, Maandblad van het Paleis voor Schone Kunsten Brussel, tekst van Frans Boenders, januari 1999
- (nl)  Kunst en Cultuur, Maandblad van het Paleis voor Schone Kunsten Brussel, tekst van Frans Boenders, september 1999
- (nl)  Cataloog Als papier mij draagt 2e editie, Galerij Etienne Dewulf en Amanduskapel Campo Santo Gent, april-mei 2003
- (nl)  Arts & Auctions, diverse artikels met tekst van Hugo Brutin
- (de)  Katalog LiturgieGewänder, Kirche und Design, Deutsches Textilmuseum Krefeld, 2004
- (nl)  Tijdschrift Isel, kunstenaarsportret, tekst van Ingrid Allaerts, mei 2006
- (fr)  P. Piron, Dictionnaire des artistes plasticiens de Belgique des XIXe et XXe siècles
- (nl)  Cataloog tentoonstelling Katy De Bock en Tjok Dessauvage, Maaltebruggekasteel Gent, 2007
- (nl)  Website Katy De Bock